# Botanophila extensa
Botanophila extensa este o specie de muște din genul Botanophila, familia Anthomyiidae, descrisă de Ackland în anul 2008.
Este endemică în Italia. Conform Catalogue of Life specia Botanophila extensa nu are subspecii cunoscute.